# 弘田澄男
弘田 澄男（1949年5月13日—）為日本的棒球選手，出生於高知縣宿毛市。他曾效力於日本職棒羅德獵戶星隊等，1987年退休，生涯通算76支全壘打。